# Мінаківський Болеслав Людвикович
Мінаківський Болеслав Людвикович (17 січня 1897, місто Бердичів, Волинська губернія, Російська імперія — 10 листопада 1921, станція Чоповичі) — підполковник Армії УНР.

## Біографія
Народився у місті Бердичів Волинської губернії. 
Останнє звання у російській армії — поручник.
У 1920—21 роках — викладач школи підстаршин 3-ї Залізної дивізії Армії УНР. 
Учасник Другого Зимового походу: помічник командира 4-го збірного куреня 4-ї Київської Повстанчої дивізії Армії УНР. 
Загинув 10 листопада у бою під станцією Чоповичі. 11 листопада його тіло було залишене для поховання сільській громаді Будилівки. 